# Mantispa frontalis
Mantispa frontalis is een insect uit de familie van de Mantispidae, die tot de orde netvleugeligen (Neuroptera) behoort. 
Mantispa frontalis is voor het eerst wetenschappelijk beschreven door Navás in 1914.